# Ferroviário (Montenegro)
Ferroviário é um bairro do município de Montenegro no Rio Grande do Sul. Faz divisas com os bairros de Centro, Olaria, Rui Barbosa e Progresso.

## Demografia
O bairro é de classe média, sua população é 100% urbana. Sua população é de 2.719 habitantes. Segundo o último censo, o bairro tinha 3 igrejas, 1 escola e 111 estabelecimentos de comércio e serviços. O bairro é composto por 1.432 mulheres (52,66%) e 1.287 homens (47,34%).

## Pontos turísticos

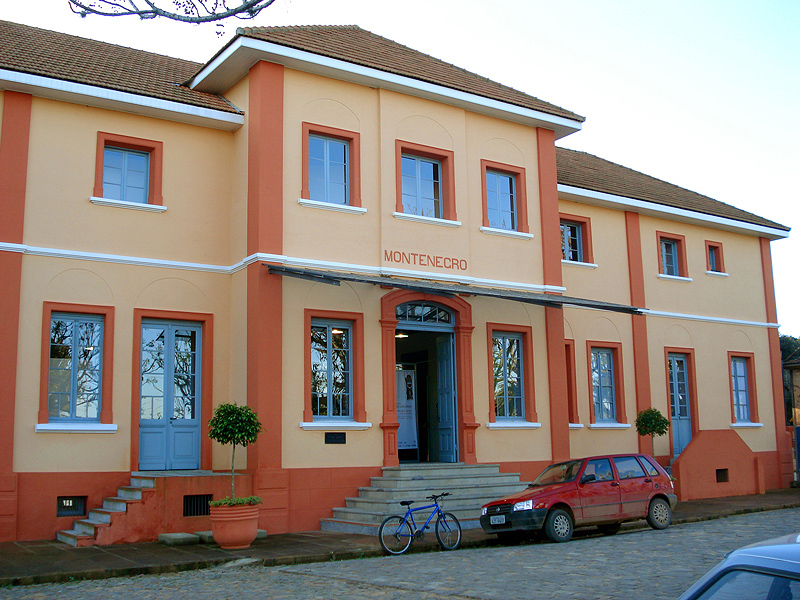
A estação da cultura de Montenegro fica no Bairro Ferroviário

- A estação da cultura:inaugurada em 1909, foi ponto de referência das mais importantes rotas comerciais do Rio Grande do Sul, no começo do século 20. Hoje o prédio abriga exposições de arte, e sobre a história, e também oficinas de arte.
- A  rua Osvaldo Aranha:é a maior rua da cidade, medindo aproximadamente 2 km.

## Convêniência

### Educação
- Escola Coronel Álvaro de Moraes: fundada em 1943, tem aproximadamente 650 alunos, recebe esse nome em homenagem ao coronel Álvaro de Moraes que doou o terreno da atual escola para sua construção.

### Saúde
O bairro não tem nenhum posto de saúde e nem hospital. O hospital mais próximo é o Hospital Montenegro, ao norte, e também o hospital da Unimed também ao norte, ambos são acessados pela rua Osvaldo Aranha.